# Partido Colorado (Paraguay)

Banner der Partei

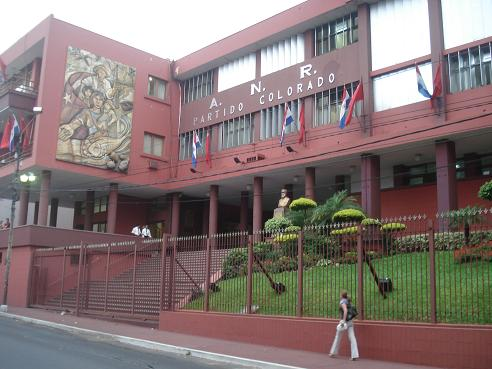
Sitz der Partei

Die Partido Colorado (deutsch Colorado-Partei, voller Name Asociación Nacional Republicana – Partido Colorado, ANR-PC) ist eine rechtskonservative politische Partei in Paraguay.
Sie wurde am 11. September 1887 von General Bernardino Caballero und José Segundo Decoud unter dem Namen Partido Nacional Republicano als Opposition gegen die Liberalen gegründet und ist eine weitgehend konservative Partei, die Patriotismus und Nationalismus betont. Die Partido Colorado hat 1.659.814 Mitglieder (Stand: Oktober 2007).

## Unterstützung
Die Partido Colorado wird von weiten Teilen des Militärs und Großgrundbesitzern unterstützt und konnte in den 1920er Jahren eine große Anhängerschaft in den ländlichen Gebieten anziehen. Sie war zunächst von 1887 bis 1904 an der Macht und wurde dann durch die Liberale Revolution abgelöst. 1946 stellte sie unter Higinio Morínigo zusammen mit der Partido Revolucionario Febrerista die Regierung. Ab 1947 war sie wieder die alleinige Regierungspartei. 1954 putschte Alfredo Stroessner gegen Federico Chaves und setzte zunächst Tomás Romero Pereira als Präsidenten ein, um dann am 15. August 1954 selbst dieses Amt zu übernehmen. 1959 wurde von durch Säuberungsaktionen ins Exil vertriebenen Colorado-Politikern die MOPOCO (Movimiento Popular Colorado) gegründet. 1989 wurde Stroessner von dem General der Kavallerie Andrés Rodríguez durch einen Putsch entmachtet – die Regierungsgewalt blieb aber weiter fest in der Hand der Colorado-Partei.

## Aktuelle Lage
2002 spaltete sich der von Lino Oviedo geführte Flügel Unión Nacional de Colorados Éticos ab und tritt seither unter dem Namen Unión Nacional de Ciudadanos Éticos als eigenständige Partei auf.
Ein Flügel ist die Movimiento de Reconstrucción Nacional Republicano (‚Bewegung für den national-republikanischen Wiederaufbau‘), bei der Alfredo Dominguez Stroessner, der Enkel von Alfredo Stroessner, den Vorsitz führt.
2006 wurde José A. Alderete der Vorsitzende, er sollte bis 2011 im Amt bleiben.
Bei der Wahl im April 2008 unterlag die Präsidentschaftskandidatin Blanca Ovelar ihrem Herausforderer Fernando Lugo und die Colorados verloren die Mehrheit im Parlament.
Seit dem 16. September 2008 ist Lilian Graciela Samaniego González die Parteivorsitzende.
Nach fünf Jahren in der Opposition kehrte die Partei mit dem Sieg von Horacio Cartes bei den Präsidentschaftswahlen 2013 an die Macht zurück. Auch die Präsidentschaftswahl in Paraguay 2018 gewann die Partei mit ihrem Kandidaten Mario Abdo Benítez.